# ساختمان بنیاد شهید
ساختمان بنیاد شهید مربوط به دوره پهلوی اول است و در فریمان، ضلع شمالی میدان امام خمینی واقع شده و این اثر در تاریخ ۲ بهمن ۱۳۸۲ با شمارهٔ ثبت ۱۰۸۹۶ به‌عنوان یکی از آثار ملی ایران به ثبت رسیده است.